# 计算机模拟

使用使用天氣研究和預報模型做颱風Mawar的48小時電腦模擬。

计算机模拟，又称为计算机仿真，是数学建模的过程，运行在计算机之上，旨在预测某个真实世界或物理系统的行为或者结果。其中，部分数学模型的可靠性可通过对比仿真结果和真实世界结果的一致性得出。目前计算机仿真，对于很多物理学（计算物理学）、天体物理学、气候学、化学、生物学、制造业中的自然系统，以及经济学、心理学、社学科学、医疗保健、工程学中的人类系统的数学建模，都是非常有帮助的工具。
一次系统仿真代表一次系统模型的运行。它可以用来探索新技术，获取新的洞见，也可用于评估复杂系统的表现性能。计算机仿真可以是运行在小型机上的即时的小型程序，也可以是运行在基于网络的计算机组里费时多天的大型程序。计算机仿真所能模拟的规模远超传统用纸笔进行的数学建模。

## 仿真 vs 模型
计算机模型，是用于捕捉系统行为的一组算法和等式。反之，计算机仿真是针对包含这些算法和等式的程序的实际运行。因此，仿真是模型运行的过程。比如，通常我们不会说“构建仿真”，而会说“构建模型/仿真器”，同时还可以说“运行模型”或者“运行仿真”，是一个意思。

## 历史
计算机模拟的发展与电脑本身的迅速发展是分不开的。它的首次大规模开发是著名的曼哈顿计划中的一个重要部分。在第二次世界大战中，为了模拟核爆炸的过程，人们应用蒙特·卡罗方法用12个坚球模型进行了模拟。计算机模拟最初被作为其他的方面研究的补充，但当人们发现它的重要性之后，它便作为一门单独的课题被使用得相当广泛。
計算機模擬從運行數分鐘到數小時到數天。通過計算機模擬被模擬事件的規模已遠遠超過使用傳統紙和鉛筆數學建模任何可能的（甚至想像）。

## 种类
通常分为如下几类：
- 离散模拟
- 类比模拟
- 基于探元的模拟
- 随机过程或决定论模式的模拟

## 科学研究中的计算机模拟
例如：蒙特·卡罗方法、模拟煺火、群体智能